# Whatfield
Whatfield är en by (village) och en civil parish i Babergh, Suffolk i sydöstra England, Orten har 318 invånare (2001). Den har en kyrka.